# Сторивилль
«Сто́ривилль» (англ. Storyville) — американский кинофильм, действие которого происходит в Новом Орлеане, включая бывший район красных фонарей — Сторивилль. Первая режиссёрская работа Марка Фроста. Сценарий написан по мотивам романа австралийцев Фрэнка Гэлболли и Роберта Мэклина «Присяжный» (англ. Juryman).

## Сюжет
Место действия — Луизиана. Молодой адвокат Грэй Фаулер ведёт кампанию, чтобы избраться в Палату представителей и тем самым упрочить положение своего семейства. Фаулеры разбогатели в 1930-е годы при сомнительных обстоятельствах, приобретя богатые нефтью земляные участки у чернокожих селян. Не так давно отец Грэя пытался распутать эти обстоятельства, но внезапно погиб на охоте в байу (как было официально объявлено — покончил с собой).
Необдуманно поддавшись соблазну, Грэй вступает в интимную связь с очаровательной вьетнамкой Ли. Позднее, когда она сообщает, что их секс был снят на плёнку её отцом, Грэй в ярости врывается в дом вьетнамца. Во время драки он «отключается», а когда приходит в себя, то видит перед собой труп вьетнамца, заколотого ножом. Теперь параллельно с избирательной кампанией ему приходится разбираться как в обстоятельствах произошедшего, так и в делах 1930-х годов...

## В ролях
- Джеймс Спейдер — Грэй Фаулер
- Джейсон Робардс — Клиффорд Фаулер
- Шарлотта Льюис — Ли
- Майкл Уоррен — Натан Лефлер
- Джоанн Уолли — прокурор Натали Тэйт
- Майкл Паркс — Майкл Теваллиан
- Чак МакКанн — Падж Герман